# Daydream World Tour
Daydream World Tour – seria koncertów, które promowały album Mariah Carey Daydream. Trasa miała miejsce w od marca do czerwca 1996 roku; zaczęła się w Tokio, a skończyła w Londynie.

## Historia
"Daydream World Tour" to druga trasa koncertowa Mariah Carey oraz jej pierwsza, w której całkowicie ominęła występy w Stanach Zjednoczonych. Trasa została zainspirowana sukcesem kolejnego albumu Carey, Daydream, który przyniósł trzy z osiemnastu singli #1 - "Fantasy", "One Sweet Day" i "Always Be My Baby". Album stał się drugim w karierze wokalistki, który sprzedał się w liczbie powyżej 10 milionów kopii w samych Stanach Zjednoczonych i stał się jednym z najlepiej przyjętych przez tamtejszych krytyków albumów Carey. Był promowany w Europie i Azji (szczególnie w Japonii). Była to najkrótsza trasa koncertowa wokalistki.
Trasa doprowadziła do utworzenia fanklubu w Japonii, gdzie Carey koncertowała w trakcie każdej następnej trasy, co jest niespotykane u innych amerykańskich wykonawców.

## Lista utworów
1. "Daydream Interlude (Fantasy Sweet Dub Mix)"
2. "Emotions"
3. "Open Arms"
4. "Forever"
5. "I Don't Wanna Cry"
6. "Fantasy"
7. "Always Be My Baby"
8. "One Sweet Day" z Boyz II Men
9. "Underneath the Stars"
10. "Without You"
11. "Make It Happen"
12. "Just Be Good to Me"
13. "Dreamlover"
14. "Vision of Love"
15. "Hero"
16. "Anytime You Need a Friend (wersja albumowa / C&C Remix)"
17. "All I Want for Christmas Is You"

Lista utworów była stał i składała się z piętnastu utworów. Podczas koncertów europejskich utworem zamykającym była piosenka "Hero", a jako bis wykonywała "Anytime You Need a Friend", gdzie w Japonii była szesnastym i ostatnim utworem, a na aplauz widowni wykonała "All I Want For Christmas Is You". W trakcie "One Sweet Day" na telebimach pojawiał się zapis z Boyz II Men z koncertu w Madison Square Garden, z którym śpiewała Mariah.

## Daty koncertów
| Azja            |           |          |                                  |
| Data            | Miasto    | Państwo  | Lokalizacja                      |
| 7 marca 1996    | Tokio     | Japonia  | Tokyo Dome                       |
| 10 marca 1996   | Tokio     | Japonia  | Tokyo Dome                       |
| 14 marca 1996   | Tokio     | Japonia  | Tokyo Dome                       |
| Europa          |           |          |                                  |
| Data            | Miasto    | Kraj     | Lokalizacja                      |
| 14 czerwca 1996 | Frankfurt | Niemcy   | Festhalle                        |
| 17 czerwca 1996 | Rotterdam | Holandia | Ahoy' Rotterdam                  |
| 20 czerwca 1996 | Paryż     | Francja  | Palais Omnisports de Paris-Bercy |
| 23 czerwca 1996 | Londyn    | Anglia   | Wembley Arena                    |

## Nagrywanie i nadawanie w telewizji
- W wideoklipie do piosenki "Forever" wykorzystano zapis pochodzący z koncertu w Japonii. Oprócz wykonania na żywo w klipie znalazły się sceny nagrane w czasie między koncertami w Tokio.
- Materiał z nagranego występu przed holenderską widownią miał być wykorzystany do zrealizowania klipu piosenki "Underneath the Stars". Utwór został wydany jako singiel promujący album w Stanach Zjednoczonych jednak nigdy wideoklip nie został zmontowany.
- Wykonanie piosenek "Fantasy", "Always Be My Baby", "Underneath the Stars", "Make it Happen", "Dreamlover", "Hero" i "Anytime You Need a Friend" z koncertu w Tokyo Dome zostały użyte w programie FOX - "Mariah Carey: New York to Tokyo."